# やかまし村はいつもにぎやか
『やかまし村はいつもにぎやか』（やかましむらはいつもにぎやか、原題: Bara roligt i Bullerbyn）は、1952年に出版されたアストリッド・リンドグレーンによる児童書である。『やかまし村』シリーズの3作目。

## 物語
以下の章からなる。
1. 「やかまし村はいつだってたのしい」 — 9歳のリーサが登場人物を紹介する。
2. 「わたしの子ヒツジ、ポントゥス」 — 春になってヒツジが子ヒツジを産むと、子どもたちは朝、ヒツジ小屋に駆けつけて、夜の間に何頭の赤ちゃんが生まれたかを確認する。ある日曜日の朝、リーサは死んだ子ヒツジを見かける。乳が出なくて餓死しないように、父親が子ヒツジの兄弟を屠殺する代わりに、リーサは子ヒツジを育ててポントゥスと名付ける。
3. 「ポントゥス、学校へいく」 — ウッレが前に愛犬スヴィップを学校につれてきたように、リーサも子ヒツジのポントゥスを学校につれてくる。
4. 「学校からの帰り道」 — この章では、子どもたちが学校から帰宅する時間帯や、そのときに行う遊びを紹介し、なぜ学校に行くよりも家に帰るほうが時間がかかるのかを説明しようとしている。
5. 「ウッレの歯は、ぐらぐら」 — ウッレの歯が抜けそうなので、他の子どもたちが歯を抜こうとしている。
6. 「なにをしてるのか自分でもわからない、アンナとわたし」 — この章では、アンナとリーサが春に遊んでいる様子が描かれる。
7. 「賢者の箱」 —  この章では、ボッセも歯が抜けた時のことを扱っている。
8. 「オーロックスをつかまえるラッセ」 — この章では、子どもたちがボートを漕いで湖の反対側に行き、洞窟に入ったときのことが書かれている。
9. 「やかまし村の夏至まつり」 — この章では、夏休みとやかまし村での夏至まつりを扱っている。
10. 「さくらんぼ会社」 — リーサ、ラッセ、ボッセの3人はそれぞれ自分のさくらんぼの木を持ち、村でさくらんぼを売ろうとしている。
11. 「アンナとわたしは保育士さんになるつもり……かな?」 — 司祭はやかまし村で誕生日パーティーを開き、子ども以外の全員を招待しする。その間、アンナとリサはウッレの妹シャスティンの子守をしている。
12. 「ザリガニとり」 — この章では、8月のやかまし村でのザリガニの季節を扱っている。

## 日本語訳
- 『やかまし村はいつもにぎやか（リンドグレーン作品集 (6)）』、イロン・ヴィークランド（イラスト）、大塚勇三（翻訳）、岩波書店、1965年、ISBN 978-4001150667
- 『やかまし村はいつもにぎやか（リンドグレーン・コレクション）』、イングリッド・ヴァン・ニイマン（イラスト）、石井登志子（翻訳）、岩波書店、2020年、ISBN 978-4001157369